# Heteroflorum
Heteroflorum là một chi thực vật có hoa trong họ Đậu.